# Hindanu

Mapa starożytnego Bliskiego Wschodu ok. 1000-800 p.n.e. z zaznaczonymi najważniejszymi aramejskimi i nowohetyckimi państewkami. Hindanu leżało pomiędzy Laqe a Suhu

Hindanu (też Hinzanu i Giddan) – w I tys. p.n.e. miasto i państwo w Mezopotamii, nad środkowym biegiem Eufratu, położone pomiędzy Laqe na północy a Suhu na południu.
Hindanu wzmiankowane jest po raz pierwszy w inskrypcjach asyryjskiego króla Tiglat-Pilesera I (1114-1076 p.n.e.) w kontekście jednej z jego wypraw wojennych przeciw krajowi Suhu. Jeden z kolejnych władców, Adad-nirari II (911-891 p.n.e.), otrzymał trybut z Hindanu w trakcie wyprawy w rejon środkowego Eufratu. Trybut z Hindanu otrzymał również jego syn i następca Tukulti-Ninurta II (890-884 p.n.e.) w trakcie swej wyprawy wojennej w 885 roku p.n.e. Aszurnasirpal II (883-859 p.n.e.), syn i następca Tukulti-Ninurty II, otrzymał trybut z Hindanu już w pierwszym roku swego panowania, a następnie cztery lata później, kiedy jego wojska obozowały w pobliżu tego miasta. Jeszcze za rządów Aszurnasirpala II Hindanu, Laqe i Suhu zawiązały antyasyryjską koalicję, której poparcia udzieliły również Bit-Adini i Babilonia (ok. 877 rok p.n.e.). Aszurnasirpal II pokonał wojska koalicji i w pościgu za nimi wkroczył na ich terytorium niszcząc miasta i deportując ludność.
Kilkadziesiąt lat później Hindanu dołączyło do rebelii Aszur-da’’in-apla, syna Salmanasara III, który wystąpił przeciw swemu ojcu. Rebelia trwała aż do pierwszych lat panowania Szamszi-Adada V (823-811 p.n.e.), syna i następcy Salmanasara III, kiedy to w końcu została stłumiona. Od tego momentu Hindanu pozostawało pod ścisłą kontrolą asyryjską. Za rządów Adad-nirari III (810-783 p.n.e.) Hindanu wraz z innymi krainami w tejonie środkowego Eufratu przydzielone zostało w zarządzanie Nergal-eriszowi, gubernatorowi prowincji Rasappa. Sargon II (722-705 p.n.e.), chcąc ograniczyċ najazdy grup arabskich nomadów na tereny nad środkowym Eufratem. udzielił im prawa do wypasania ich stad w Hindanu. W 648 roku p.n.e., za panowania Aszurbanipala (669-627? p.n.e.), Hindanu zarządzane było przez Belszunu, pełniącego w tym właśnie roku urząd limmu (eponima). W dziesiątym roku panowania babilońskiego króla Nabopolassara (616 rok p.n.e.), w trakcie pochodu jego wojsk do Asyrii, Hindanu i Suhu złożyły mu trybut. Jeszcze w tym samym roku, po wygranej bitwie pod Gablini, powrócił on jednak zabierając mieszkańców i bogów Hindanu do Babilonu. 
Hindanu wzmiankowane jest jeszcze w nowobabilońskich i perskich źródłach klinowych. Wiadomo na przykład, iż za rządów Dariusza II (424-404 p.n.e.) zarządzał nim perski gubernator.